# Holidays of Future Passed
«Holidays of Future Passed» (с англ. — «Пройденные праздники будущего») — девятый эпизод двадцать третьего сезона мультсериала «Симпсоны», который вышел в США на телеканале «Fox» 11 декабря 2011 года.

## Сюжет
Действие происходит 30 лет спустя, в канун Рождества. Барт является ленивым разведённым отцом, живущим в Спрингфилдской начальной школе, он имеет двух детей, а Скиннер — его домоуправитель. Лиза замужем за Милхаусом. Барт, Лиза и Мэгги решают провести Рождество в своём старом доме, вместе с Гомером и Мардж. Однако, не все рады накануне.

### Изображение будущего
- Мэгги станет рок-звездой и родит дочь, отцом которой является один из трех музыкантов её группы (неизвестно, кто именно).
- Барт женится на Дженде из «Future-Drama», у него появятся двое сыновей, однако они разведутся.
- У Лизы и Милхауса будет дочь по имени Зиа.
- Абрахам Симпсон будет заморожен в криогенной камере, так как он заболел. Хотя лекарство и было найдено, его оставили замороженным, чтоб сэкономить деньги.
- Гомер перестанет пить.
- Сельма и Пэтти Бувье будут иметь Люботов (парня и девушку), которые от них убегут вместе.
- Маленький Помощник Санты и Снежок V станут разумными существами.
- Змей Джейлбёрд станет киборгом.
- У восьмерняшек Апу родятся свои восьмерняшки и всего их будет 64, а Санджей умрёт.
- Мистер Бёрнс и Смитерс будут живы, но от собак останутся лишь кости.
- Ральф Виггам станет шефом полиции, и клонирует себя, хотя многие клоны погибнут.
- Сумасшедшая Кошатница, Джаспер Беардли, Гэри Чалмерс и Агнес Скиннер будут заморожены в камерах.
- Ленни и Карл поменяются телами, так как Ленни заметил, что его жена изменяет ему и встречается с Карлом.
- Гомер случайно убьёт Эдну Крабаппл, поэтому Нед Фландерс останется с призраком Мод.
- В таверне Мо будут убиты многие люди, в том числе Гуфман и Сайдшоу Боб (ранее наступивший на грабли).
- Мартин Принс сменит пол. Теперь он — Принцесса Марсия.
- Гомер пытался издать собственный закон, разрешающий душить детей, но его отклонили.
- Лиза, неудовлетворённая браком, будет созваниваться с Нельсоном.

#### Общество
- В некоторых штатах установятся исламские законы шариата, в частности в Мичигане, где Милхауза заставят носить никаб с чадрой.
- В Лондоне будет построен собор святых «The Beatles».
- Техас станет самостоятельным государством.
- Принц Гарри войдёт в историю под именем «Кровавого Гарри» и вернёт моду на обезглавливание.

#### Технологии
- У деревьев будет обнаружен разум, который они скрывали, до тех пор, пока одна сосна не раскроет себя.
- Человек отправится на Солнце.
- В будущем появится новый Нью-Йорк, настоящий же будет полностью затоплен.
- Компания «Google» в Интернете создаст цифровой мир, куда будут входить половину всех жителей мира.
- Наличные перестанут существовать.
- Основным способом перемещения из города в город станет телепортация, самолёты превратятся в маргинальный транспорт.
- Реклама теперь будет появляться в образе звёзд на небе.

## Производство
Эпизод был впервые объявлен на «Comic-Con» 23 июля 2011 года, во время панели с производителями сериала.
Крис Ледесма, музыкальный редактор шоу, сказал: «Во время озвучивания футбольной сцены были только звуки толпы во время гола, и Мэтт решил это как-то оживить. После нескольких идей было решено, что нам нужен комментатор, который будет кричать „ГОЛ!!!“ Вопрос был в том, кто же это будет? Мы все хотели, чтобы Мэтт это сделал, тот промаршировал к микрофону, и через пару дублей появился новый комментатор».
Серия примечательна тем, что предсказала появление термина метавселенная за несколько лет до его формирования, названная здесь Ультранетом.

## Отношение критиков и публики
Эпизод просмотрело около 6.43 миллионов человек во время первого показа, и для людей 18-49 лет он получил 3.0 баллов по рейтингу Нильсена и семь процентов доли.
Джош Харрисон из «Ology» описал его «законно смешным», и отметил, что «видя много будущих версий знакомых персонажей, вы получаете хорошее настроение на новогодние праздники».
Хайден Чайлдс из «The A.V. Club» дал эпизоду оценку A, сказав: «Симпсоны нашли золотую середину, в которой сочетается множество не прекращающихся шуток и нежности, которой так часто не хватает в сериале на сегодняшний день. А разговор взрослых Барта и Лизы праведно удивляет взрослых братьев и сестёр, борющихся с их общим семейным прошлым».